# André Goosse

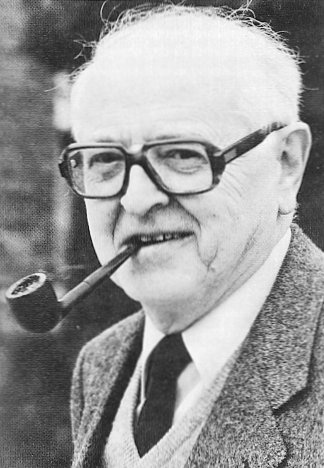
André Goosse

André Goosse (* 16. April 1926 in Liège; † 4. August 2019) war ein belgischer Romanist und Grammatiker.

## Leben und Werk
Goosse verbrachte seine Kindheit in Houffalize und machte Abitur in Stavelot. Er studierte von 1945 bis 1949 an der Université Catholique de Louvain. 1959 habilitierte er sich bei Omer Jodogne mit der Herausgabe von Jean d’Outremeuse, Ly myreur des histors. Fragment du second livre (années 794–826), veröffentlicht Brüssel 1965. 1967 wurde er in der Université Catholique de Louvain (später Louvain-la-Neuve) Ordinarius für romanische Philologie, im gleichen Jahr Gründungsmitglied, später Präsident, des Conseil International de la Langue Française, 1976 Mitglied der Académie royale de langue et de littérature françaises de Belgique, von 1996 bis 2001 ihr Secrétaire perpétuel, seit 1989 Mitglied des Conseil Supérieur de la Langue Française en France. 1991 wurde er emeritiert.
Goosse war seit 1950 Schwiegersohn und Vertrauter von Maurice Grevisse (1895–1980). Er übernahm von seinem Schwiegervater 1966 die Sprachchronik in der Zeitung La Libre Belgique, nach seinem Tod die Betreuung der berühmten Grammatik Le bon usage. Grammaire française (zuerst 1936), die er in der 12. und 13. Auflage (1986, 1993)  behutsam und in der 14. Auflage (2007) stärker an die moderne Sprachwissenschaft heranführte.
Nach dem Tode seiner ersten Frau heiratete Goosse 1988 die Schriftstellerin France Bastia.

## Veröffentlichungen (Auswahl)
- Façons de parler. Gembloux 1971.
- La néologie française aujourd’hui. Paris 1975.
- Nouvelle grammaire française. Gembloux 1989. (Zusammen mit Maurice Grevisse)
- La nouvelle orthographe. Exposé et commentaires. Louvain-la-Neuve 1991.
- (Mitwirkung) Belgicismes. Inventaire des particularités lexicales du français en Belgique. Louvain-la-Neuve 1994.
- (Mitwirkung) Une langue, une communauté. Le français en Belgique. Louvain-la-Neuve 1997.
- Façons belges de parler. Bruxelles 2011. (Sammlung von Sprachchroniken)